# Anaxyrus kelloggi
Anaxyrus kelloggi és una espècie de gripau de la família dels bufònids. És una espècie endèmica de Mèxic. Habita els boscos tropicals o subtropicals de baixa altura, els matolls secs tropicals o tropicals, rius, àrea amb aigües estancades, àrees de tractament d'aigües residuals, terres de regadiu, conreus d'inundació estacionals, canals i rases. És un gripau terrestre i d'aigua dolça. La població de Anaxyrus kelloggi és estable i s'ha observat importants poblacions.